# PDC (motorfiets)
PDC is een historisch merk van motorfietsen.
PDC: Imperial Motor Co., London (1903-1906).
De motorfietsen van dit Britse merk werden bij Imperial in Londen gebouwd. Ze waren voorzien van 2-, 2¾- en 3½ pk Coronet-motoren.